# WPSオールスターゲーム
WPSオールスターゲーム (WPS All-Star Game)はアメリカ女子プロサッカー開幕年である2009年に設立されたエキシビションマッチ。MLSオールスターゲームを
モデルに設立され、アメリカ国外のトップリーグに所属するクラブと、WPS所属クラブでプレーする選手たちから選抜されたオールスターチームとが対戦する。
WPSオールスターズは総勢18名の選手を擁し、11人のスターティングメンバーはファン･メディア･選手･そしてWPSクラブの監督たち (比率は各25％ずつ) の投票によって、
7名のリザーヴメンバーは、WPSオールスターズ監督 (WPSクラブ監督の中から選ばれる) とコミッショナーのトーニャ・アントヌッシによって選ばれる
。

## 歴史

### 2009年度
WPSオールスターゲームの第1回大会はセントルイスで行われ、WPSオールスターズが4-2で、ウメオIK (スウェーデン) に勝利した。
両チームともUEFA女子選手権の2009年度大会との日程重複の影響で、複数の選手が欠場した中で開催された試合であった。ウメオ側にはWPSでのシーズン終了後に
所属クラブからレンタル移籍で加入した2選手 (フリーダ・エストベリとヨハンナ・フリスク)がおり、彼女たちを含めると合計20名の選手が、WPSから出場していた事になる。前所属がウメオであったマルタも、本大会にて1ゴール2アシストの活躍を見せた。

## 結果
| 年度 | 勝者              | 得点  | 敗者     | 会場         | 所在地       | 観客数  |
| ---- | ----------------- | ----- | -------- | ------------ | ------------ | ------- |
| 2009 | WPSオールスターズ | 4 - 2 | ウメオIK | アンハウザー | セントルイス | 4,115人 |

## 記録
- 最多得点: クリスティン・シンクレア (2得点)